# Milva canta Brecht
Milva canta Brecht è un album discografico della cantante italiana Milva, pubblicato nel 1971 dalla Dischi Ricordi.

## Descrizione
Nel 1971 Milva incide un album monografico tratto dal repertorio del drammaturgo tedesco Bertolt Brecht e dei compositori Kurt Weill e Hanns Eisler.
La direzione artistica dell'album è affidata a Giorgio Strehler, con la produzione di Enrico Riccardi, accompagnata al piano da Walter Baracchi. L'incisione è frutto delle esperienze teatrali della cantante in territorio brechtiano, condotte proprio con Strehler sul finire degli anni sessanta e che avevano profondamente cambiato la percezione dell'artista presso il grande pubblico, che da allora viene considerata anche una grande attrice teatrale. 
L'album ebbe un'ampia distribuzione internazionale in Germania, Austria, Francia e Giappone.

## Edizioni
L'album fu pubblicato in Italia in LP ed MC dalla Dischi Ricordi, con numero di catalogo SMRL 6080. 
Nel 1995 viene stampato per la prima volta su CD con copertina su sfondo giallo, diversa rispetto allo sfondo bianco presente nella prima versione in LP.
Nel 1999 viene ulteriormente ristampato in CD riprendendo l'artwork originale del 1971. Nel 2010 viene ristampato per la terza volta in CD su etichetta Sony Music 88697748402.
L'album è presente anche sulle piattaforme digitali e sui servizi di streaming.

## Tracce
1. Ballata per una ragazza annegata (Vom Ertrunkenen Mädchen, Das Berliner Requiem) – 3:41
2. Ballata della donna del soldato nazista (Das Lied Vom Weib Des Nazisoldaten, Schweyk Im 2. Weltkrieg) – 3:24
3. Ballata di Maria Sanders (Ballade Von Marie Sanders) – 3:06
4. Nel letto in cui siamo staremo (Wie Man Sich Bettet, So Liegt Man, Aufstieg Und Fall Der Stadt Mahagonny) – 3:29
5. Jenny dei pirati (Die Seeräuber-Jenny, Die Dreigroschenoper) – 4:43
6. Barbara Song (Die Dreigroschenoper) – 5:09
7. Ballata della schiavitù sessuale (Ballade Von Der Sexuellen Hörigkeit, Die Dreigroschenoper) – 2:40
8. Surabaya Jonny (Happy End) – 4:41